# Lista över värmländska spelmän
Lista över värmländska spelmän.

## Arvika kommun

### Brunskogs socken
- Ragnar Turesson (1894–1967).[1]

### Glava socken
- Anders Gustaf Andersson.[1]

### Gunnarskogs socken
- Per Jonsson.[1]
- Nils Olsson.[1]
- Erik Sohlberg.[1]
- Carl Wahlström (1848–1931).[1]

### Mangskogs socken
- Nils Keyland (1867–1924).[1]

## Eda kommun

### Eda socken
- Olof Andersson (1843–1923).[1]
- Otto Månsson.[1]
- Alfred Olsson.[1]

### Skillingmarks socken
- Brönte Kull (1832–1914).[1]
- Alfred Teodor Stolpe (1879–1948).[1]
- Anders Olsson.[1]

## Filipstads kommun

### Nordmarks socken
- Henrik Henriksson Mårth (1851–1939).[1]

## Forshaga kommun

### Nedre Ulleruds socken
- Anders Olsson.[1]

## Grums kommun

### Grums socken
- Gustaf Salomonsson.[1]

## Hagfors kommun

### Ekshärads socken
- Per Löf (1835–1917).[1]

### Norra Råda socken
- Carl Johan Björklund (1862–1950).[1]
- Sigfrid Fridman (1889–1969).[1]
- Carl Ivar Linné (1856–1934).[1]

## Karlstads kommun

### Grava socken
- Anders Malm.[1]
- Gustaf Löfgren (1848–1910).[1]

## Kils kommun

### Frykeruds socken
- Anders Petter Thorén (1852–1928).[1]

## Munkfors kommun

### Ransäters socken
- Erik Christian Gadde (1854–1928).[1]
- Lars Caspersson (1835–1929).[1]
- Oscar Högberg.[1]

## Sunne kommun

### Gräsmarks socken
- Lars Henriksson.[1]
- Johan Fredrik Persson.[1]
- Joel Hedåsen (1902–1981).[1]

## Säffle kommun

### Kila socken
- Edvin Andersson.[1]

### Svanskogs socken
- Johan Skar (1853–1928).[1]
- Karl Bodin (1854–1939).[1]
- Fritiof Kronberg.[1]
- Nils Johan Andersson (1866–1944).[1]

### Säffle
- Rickard Johansson (1891–1942).[1]

## Torsby kommun

### Lekvattnets socken
- Oskar Julius Nilsson (1871–1938).[1]
- Jan Nilsson.[1]
- Olof Henriksson.[1]

## Årjängs kommun

### Blomskogs socken
- Alfred Mossberg (1851–1941).[1]

### Töcksmarks socken
- Johan August Warnberg (1843–1927).[1]